# 500px
500px هو موقع لمشاركة الصور، تأسس عام 2009 بتقنية ويب 2.0، وعلي الموقع حاليا 13 مليون مستخدم مسجل .

## وصلات خارجية
- الموقع الرسمي